# Enrico Perucconi
Enrico Perucconi   (Morazzone, 4 de gener de 1925 - Morazzone, 14 de juliol de 2020) és un atleta italià, ja retirat, especialista en el curses de velocitat, que va competir durant la dècada de 1940.
El 1948 va prendre part en els Jocs Olímpics de Londres, on va guanyar la medalla de bronze en els 4x100 metres relleus del programa d'atletisme. Formà equip amb Michele Tito, Carlo Monti i Antonio Siddi.

## Millors marques
- 100 metres. 10.6" (1947)[1]